# Królowie życia (film 2000)
Królowie życia – brytyjsko-francusko-kanadyjski dramat z 2000 roku na podstawie powieści Thomasa Hardy’ego Burmistrz Casterbridge.

## Główne role
- Peter Mullan - Daniel Dillon
- Milla Jovovich - Lucia
- Wes Bentley - Donald Dalglish
- Nastassja Kinski - Elena Burn
- Sarah Polley - Hope Burn
- Shirley Henderson - Annie
- Julian Richings - Francis Bellanger
- Sean McGinley - Pani Sweetley

## Fabuła
Miasteczko Kingdom Come w Kalifornii, rok 1867. Przybywa tam Donald Dalglish, który ma nadzorować budowę trasy kolejowej. Pojawia się też Elena Burn z córką Hope, które łączy tajemnicza przeszłość z właścicielem miasta Dillonem.